# بيترهوف

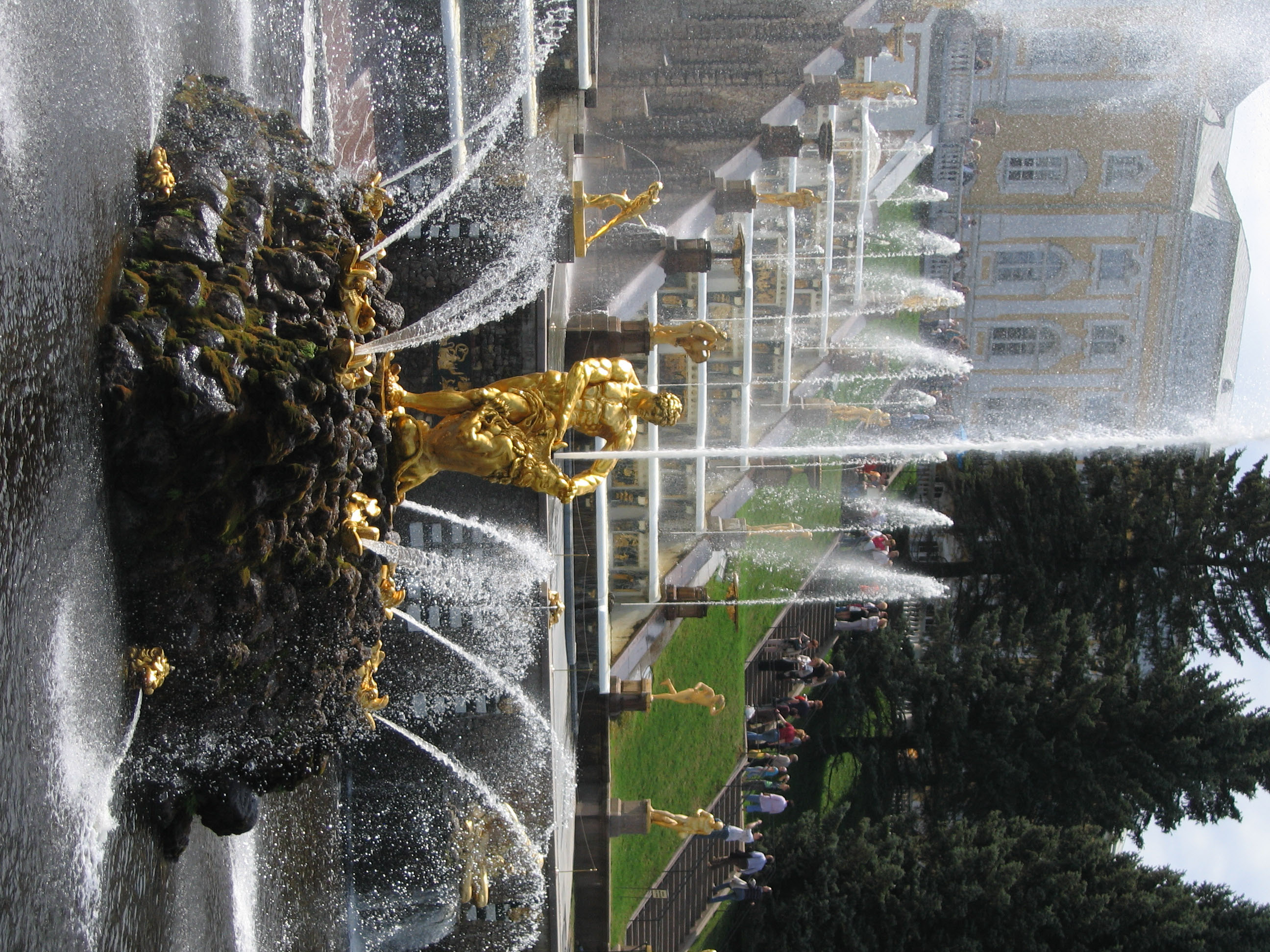
شمشون والأسد

قصر بيترهوف (بالروسية: Петерго́ф)‏ (محاكاة للغة الهولندية الحديثة المبكرة "Piterhof"، والتي تعني «محكمة بيتر»)، عبارة عن سلسلة من القصور والحدائق الواقعة في بيتيرهوف، سانت بطرسبرغ، روسيا، بتكليف من بطرس الأكبر كرد مباشر على قصر فرساي من قبل لويس الرابع عشر ملك فرنسا. سعى بطرس الأكبر، في الأصل عام 1709 للإسكان الريفي، إلى توسيع الملكية نتيجة زيارته إلى البلاط الملكي الفرنسي في عام 1717، مستوحىً منه لقب «فرساي الروسية». كان المهندس المعماري بين عامي 1714 و1728 هو دومينيكو تريزيني، وأصبح الأسلوب الذي استخدمه أساس أسلوب بيترين الباروك المفضل في جميع أنحاء سانت بطرسبرغ. أيضًا في عام 1714، تم اختيار جان بابتيست ألكسندر لو بلوند، على الأرجح بسبب تعاونه السابق مع منسق الحدائق في فرساي أندريه لو نوتر، بتصميم الحدائق. أكمل فرانشيسكو بارتولوميو راستريللي توسعة من 1747 إلى 1756 لإليزابيث الروسية. تم الاعتراف بمجموعة وسط سانت بطرسبرغ التاريخي ومجمّعات فنيّة ملحقة بها كموقع للتراث العالمي لليونسكو.

## البناء

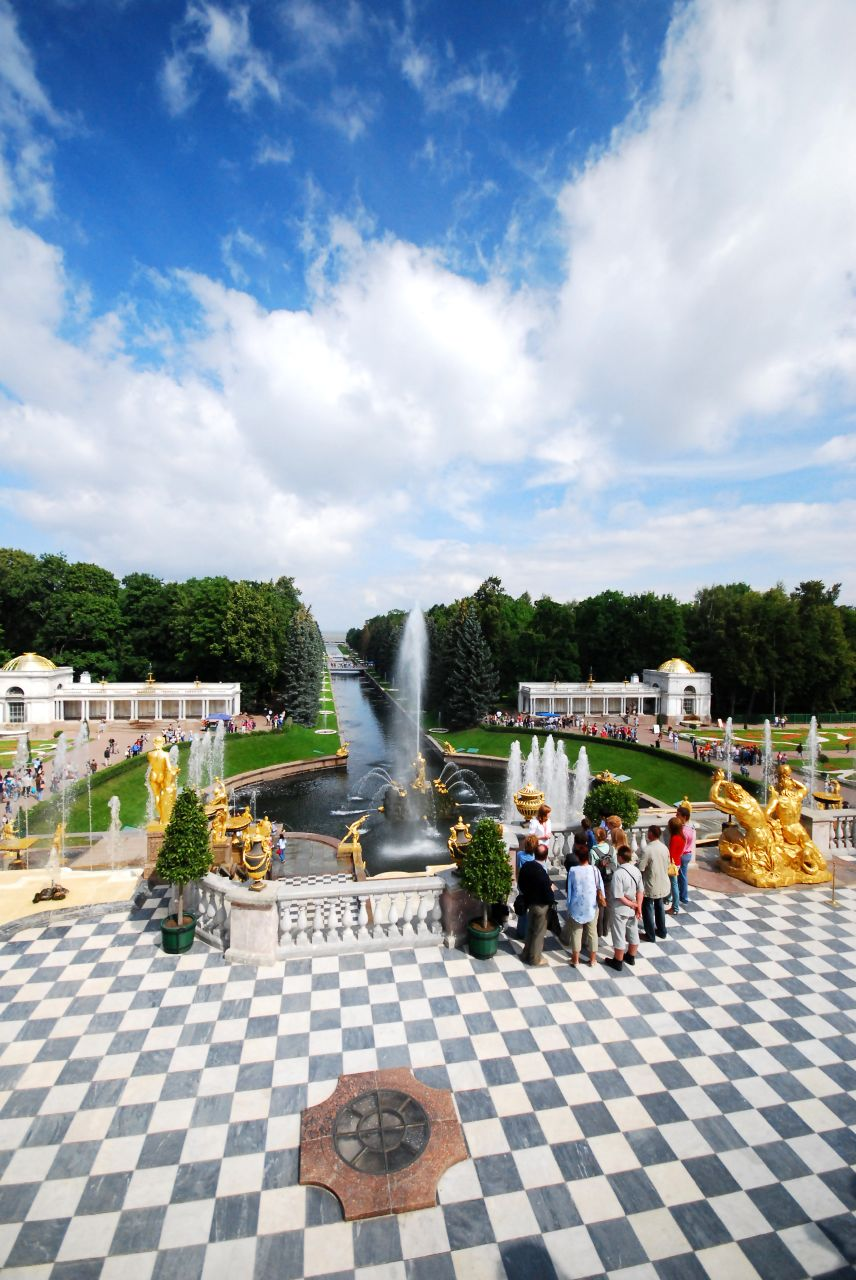
بيترهوف في سانت بطرسبرغ، روسيا

أسفرت نهاية الحرب الشمالية العظمى عن معاهدة نيستاد في عام 1721 والتي تنازلت عن جزء كبير من مطالبة الإمبراطورية السويدية ببحر البلطيق لصالح روسيا القيصرية الصاعدة. بدأ بطرس الأكبر بالفعل في بناء عاصمته الجديدة سانت بطرسبرغ في عام 1703 بعد الاستيلاء على المقاطعات السويدية على الساحل الشرقي بنجاح. سمح هذا الموقع الاستراتيجي لروسيا بالوصول إلى بحر البلطيق عبر نهر نيفا الذي يتدفق إلى خليج فنلندا. وفرت جزيرة كوتلن وقلعتها كرونشتاد شمال شرق سانت بطرسبرغ بوابة ومدخل ميناء تجاري بسبب ضحلة المياه بالقرب من المدينة.
خلال أوائل القرن الثامن عشر قام بطرس الأكبر ببناء وتوسيع مجمع قصر بيترهوف كجزء من هدفه لتحديث روسيا وغربها.

## قصر مونبليزير (1714-1723)
في عام 1714 بدأ بيتر ببناء قصر مونبليزير بناءً على رسوماته الخاصة. لقد «لم يقم فقط بإخراج الموقع ولكن أيضًا التصميم الداخلي وبعض عناصر التشطيب الزخرفي وما إلى ذلك». استنادًا إلى الأسلوب الهولندي، كان هذا ملاذًا صيفيًا لبيتر (لا ينبغي الخلط بينه وبين قصره الصيفي) الذي كان سيستخدمه في طريقه ذهابًا وإيابًا من أوروبا عبر ميناء كرونشتاد. علقت على جدران هذا القصر الساحلي المئات من اللوحات التي جلبها بطرس من أوروبا وسمح لها بالتغلب على فصول الشتاء الروسية ورطوبة البحر دون حرارة. في الزاوية المواجهة للبحر من قصر مونبلايزير الخاص به أجرى بيتر دراسته البحرية حيث تمكن من رؤية جزيرة كرونشتاد إلى اليسار وسانت بطرسبرغ إلى اليمين. في وقت لاحق، وسع خططه لتشمل قصرًا ملكيًا واسعًا من القصور والحدائق في الداخل، على طراز قصر فرساي الذي سيصبح قصر بيترهوف. تم التصميم الأولي للقصر وحديقته من قبل المهندس المعماري الفرنسي جان بابتيست ألكسندر لو بلوند.

## التخطيط
السمة الطبيعية السائدة في بيترهوف هي جرف بارتفاع 16 مترًا على بعد أقل من 100 متر من الشاطئ. ما يسمى بالحدائق السفلى، في 1.02 كيلومترات مربعة تشكل الجزء الأفضل من مساحة أرض بيترهوف، محصورة بين هذا الجرف والشاطئ، وتمتد شرقاً وغرباً لمسافة 200 متر تقريباً. توجد غالبية نوافير بيترهوف هناك، وكذلك العديد من القصور الصغيرة والمباني الملحقة. يقع منتزه الإسكندرية شرق الحدائق السفلية مع هياكل إحياء قوطية تعود للقرن التاسع عشر مثل كابيلا (Kapella).
على قمة الجرف، بالقرب من وسط الحدائق السفلى، يقف القصر الكبير (Bolshoi Dvorets). خلفها (جنوبها) توجد الحدائق العليا الصغيرة نسبيًا. على وجه الجرف أسفل القصر يوجد الشلال الكبير (Bolshoi Kaskad). هذا والقصر الكبير هما محور المجمع بأكمله. عند سفحها تبدأ قناة البحر (Morskoi Kanal)، وهي واحدة من أكثر محطات المياه شمولاً في عصر الباروك، والتي تقسم الحدائق السفلية.

## الشلال الكبير ونافورة شمشون
تم تصميم الشلال الكبير على غرار واحد تم إنشاؤه للملك لويس الرابع عشر في قصره شاتو دي مارلي، والذي تم إحياء ذكرى أيضًا في أحد المباني الملحقة بالمنتزه.
في وسط الشلال توجد مغارة صناعية من طابقين، تواجه من الداخل والخارج بحجر بني محفور. يحتوي حاليًا على متحف متواضع لتاريخ النوافير. أحد المعروضات عبارة عن طاولة بها وعاء من الفاكهة (الاصطناعية)، نسخة طبق الأصل من طاولة مماثلة تم بناؤها تحت إشراف بيتر. الطاولة مليئة بنفاثات من الماء تنقع الزائرين عندما يصلون إلى الفاكهة، وهي ميزة من حدائق مانييريزمو التي ظلت شائعة في ألمانيا. الكهف متصل بالقصر من فوق وخلف ممر مخفي.
تقع نوافير الشلال أسفل الكهف وعلى جانبيها. يوجد 64 نافورة. تتدفق مياهها إلى بركة نصف دائرية، نهاية قناة البحر التي تصطف على جانبيها النافورة. في ثلاثينات القرن الثامن عشر، تم وضع نافورة شمشون الكبيرة في هذا البركة. يصور اللحظة التي تفتح فيها دموع شمشون فكي أسد، والتي تمثل انتصار روسيا على السويد في حرب الشمال الكبرى، وهي رمزية بشكل مضاعف. الأسد هو أحد عناصر شعار النبالة السويدي، وقد فاز أحد أعظم انتصارات الحرب في يوم القديس سامبسون. من فم الأسد يطلق النار على مسافة 20 متر (66 قدم) - نفاثة عمودية عالية للمياه، وهي الأعلى في كل من بيترهوف. تم نهب هذه التحفة الفنية لميخائيل كوزلوفسكي من قبل الغزاة الألمان خلال الحرب العالمية الثانية. تم تركيب نسخة طبق الأصل من التمثال في عام 1947.
ربما يكون أعظم إنجاز تقني لبيترهوف هو أن جميع النوافير تعمل بدون استخدام المضخات. يتم توفير المياه من الينابيع الطبيعية وتتجمع في خزانات بالحدائق العليا. يخلق اختلاف الارتفاع الضغط الذي يدفع معظم نوافير الحدائق السفلى، بما في ذلك الشلال. يتم تزويد نافورة شمشون بقناة مياه خاصة، تزيد عن 4 كيلومتر (2.5 ميل) في الطول، وسحب المياه والضغط من مصدر مرتفع.

### الحدائق السفلى

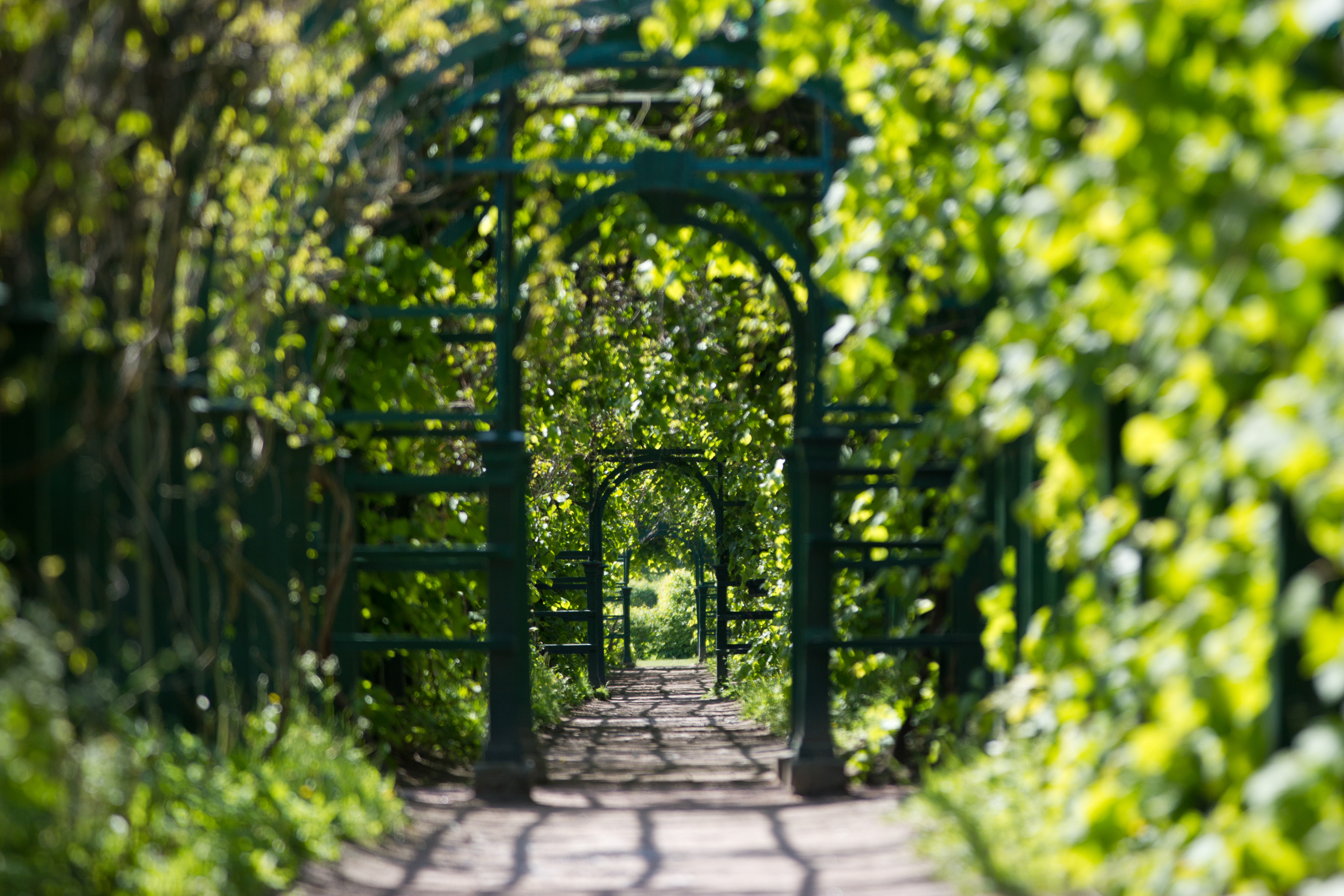
منطقة حديقة.

صُمِّم امتداد الحدائق السفلى على الطراز الرسمي للحدائق الرسمية الفرنسية في القرن السابع عشر. على الرغم من أن العديد من الأشجار متضخمة، فقد كان استئناف القطع الرسمي في السنوات الأخيرة على طول الأزقة العديدة لاستعادة المظهر الأصلي للحديقة. تعرض النوافير العديدة الموجودة هنا درجة غير عادية من الإبداع. يحمل أحدُ أبرز التصاميم عنوانَ (الشمس). ينتج القرص الذي يشع تدفقات مائية من حافته صورة لأشعة الشمس، ويدور الهيكل بأكمله حول محور رأسي بحيثُ يتغير اتجاه وجوه (الشمس) باستمرار.
نفس الجرف الذي يوفر إعدادًا لجراند كاسكيد يضم شلالين آخرين مختلفين تمامًا. غرب القصر الكبير هو الجبل الذهبي (Золотая Гора)، وهو مزين بتماثيل رخامية تتناقض مع الأشكال المذهبة الشائكة في جراند كاسكيد. إلى الشرق يوجد جبل الشطرنج (Шахматная Гора)، وهو شلال عريض سطحه مغطى بالبلاط الأسود والأبيض مثل رقعة الشطرنج. أبرز نوافير بيترهوف هما «آدم» و«حواء». وهي تشغل مواقع متناظرة على جانبي القناة البحرية، كل منها عند اقتران ثمانية مسارات.

### القصر الكبير

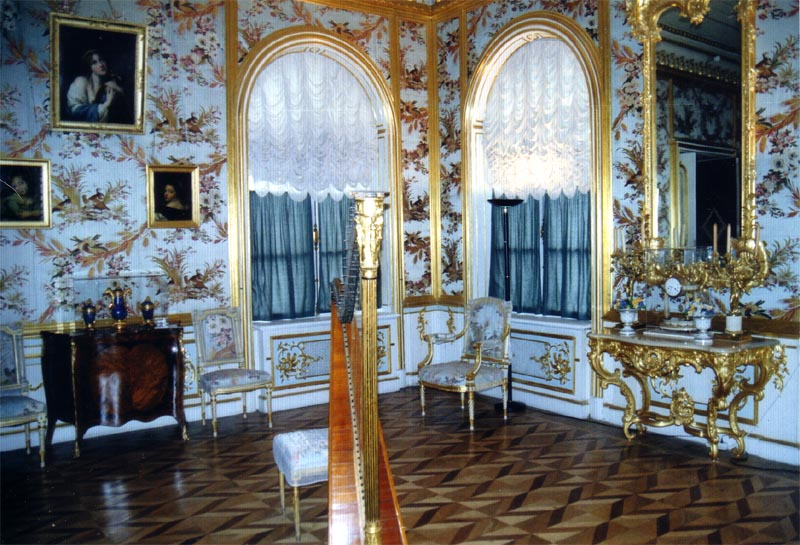
الداخل على الطراز الفرنسي

تبدو أكبر قصور بيترهوف مهيبة حقًا عند رؤيتها من الحدائق السفليّة أو العليا، لكنها في الحقيقة ضيقة جدًا وليست كبيرة جدًا. من بين ما يقرب من ثلاثين غرفة، توجد العديد من الغرف التي تستحق الذكر.
زُيّنت قاعة شيسما باثنتي عشرة لوحة كبيرة من معركة شيسما، انتصار بحري مذهل خلال الحرب الروسية التركية، 1768-1774. رسمها الفنان الألماني جاكوب فيليب هاكيرت بين عامي 1771 و1773. انتقد الشهود عروضه الأولى لمشاهد المعارك العظيمة على أنها لا تُظهر بشكل واقعي تأثير السفن المتفجرة والأخشاب المتطايرة واللهب العظيم والدخان والكرات النارية. ساعدت كاثرين الثانية الفنانة بتفجير فرقاطة في ميناء ليفورنو بإيطاليا لصالح هاكيرت، الذي لم يشاهد معركة بحرية مباشرة. لم يبحث هاكيرت أيضًا عن المواقف الفعلية للقوات الروسية والتركية أثناء المعركة، لذا فإن المشاهد التي جرى تصويرها خيالية إلى حد ما، لكنها تنقل بشكل فعال دراما وتدميرًا للحرب البحرية.
زُيّنَت الخزانات الصينية الشرقية والغربية بين عامي 1766 و1769 لعرض قطع فنية زخرفية مستوردة من الشرق. وقد زُيّنَت الجدران بتقليد الأنماط الشرقية من قبل الحرفيين الروسي، وعلقوا لوحات المناظر الطبيعية الصينية باللون الأصفر والأسود ورنيش. توجد غرفة أخرى في وسط القصر تحمل اسم قاعة الصور. جدرانه مغطاة بالكامل تقريبًا بسلسلة من 368 لوحة، معظمها لنساء بملابس مختلفة، تختلف في المظهر وحتى العمر، ومع ذلك تم رسم معظمها من نموذج واحد. تم شراؤها عام 1764 من أرملة الفنان الإيطالي ب. روتاري، الذي توفي في سان بطرسبرج.

### ميزات أخرى
القصر الكبير ليس المبنى الملكي التاريخي الوحيد في بيترهوف. أقيمت قصور مونبليزير وقصر مارلي، فضلاً عن الجناح المعروف باسم "Hermitage"، أثناء البناء الأولي لبيترهوف في عهد بطرس الأكبر. تحتوي الحدائق السفلى أيضًا على دفيئة كبيرة، وفي حديقة ألكسندرين يقف قصر نيكولاس الأول.
مثل الحدائق السفلى، تحتوي الحدائق العليا على نوافير عديدة موزعة على سبعة برك واسعة. ومع ذلك، فإن المناظر الطبيعية مختلفة تمامًا. على عكس الحدائق السفلى (والتي هي هندسية تمامًا)، فإن الحدائق العليا ليست كذلك. بعض النوافير بها منحوتات غريبة.

## التاريخ

### 1705 – 1755

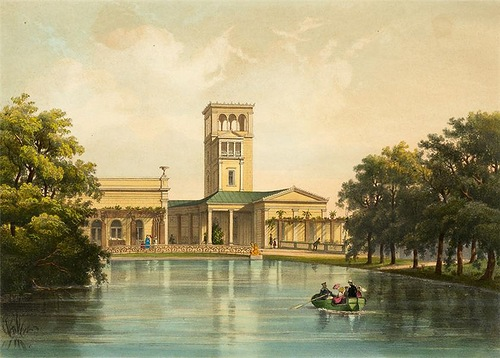
جناح أوزيركي (1840)، بواسطة إيجور ماير

في أوائل القرن الثامن عشر الميلادي، بدا بيترهوف الأصلي مختلفًا تمامًا عن اليوم. لم يتم بعد تركيب العديد من النوافير ولم يكن هناك منتزه ألكسندرين وحدائق أبر بأكملها. ما يعرف الآن بالحدائق العليا كان يستخدم لزراعة الخضراوات، وأحواضها التي كان عددها حينها ثلاثة فقط للأسماك. لم يتم بعد تركيب نافورة شمشون وقاعدتها الضخمة في قناة البحر، وتم استخدام القناة نفسها كمدخل بحري كبير للمجمع.

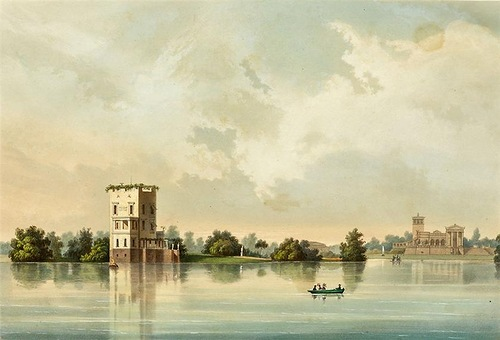
أولجين بوند (1840)، بواسطة إيجور ماير

ربما كان أهم تغيير عزز تصميم بطرس هو رفع القصر الكبير إلى مكانة مركزية وشهرة. كان يُطلق على القصر الكبير في الأصل اسم «العلوي»، ولم يكن أكبر من أي من الهياكل الأخرى للمجمع. كانت إضافة الأجنحة، التي تمت بين 1745 و1755، واحدة من العديد من المشاريع التي كلفت بها إليزابيث الروسية من قبل المهندس المعماري الإيطالي بارتولوميو راستريللي. وبالمثل، تم تزيين جراند كاسكيد بشكل أقل عند بنائه في البداية. استمر توسيع نوافير بيترهوف الأصلية وإضافة نوافير جديدة حتى القرن التاسع عشر.

### 1941 – العصر الحديث
تم القبض على بيترهوف، مثل تسارسكوي سيلو، من قبل القوات الألمانية في عام 1941 واستمرت حتى عام 1944. في الأشهر القليلة التي انقضت بين الغزو الألماني للاتحاد السوفيتي وظهور الجيش الألماني، كان الموظفون قادرين فقط على حفظ جزء من كنوز القصور والنافورات. جرت محاولة لتفكيك ودفن منحوتات النافورة، لكن ثلاثة أرباعها، بما في ذلك جميع أكبر التماثيل، ظلت في مكانها.

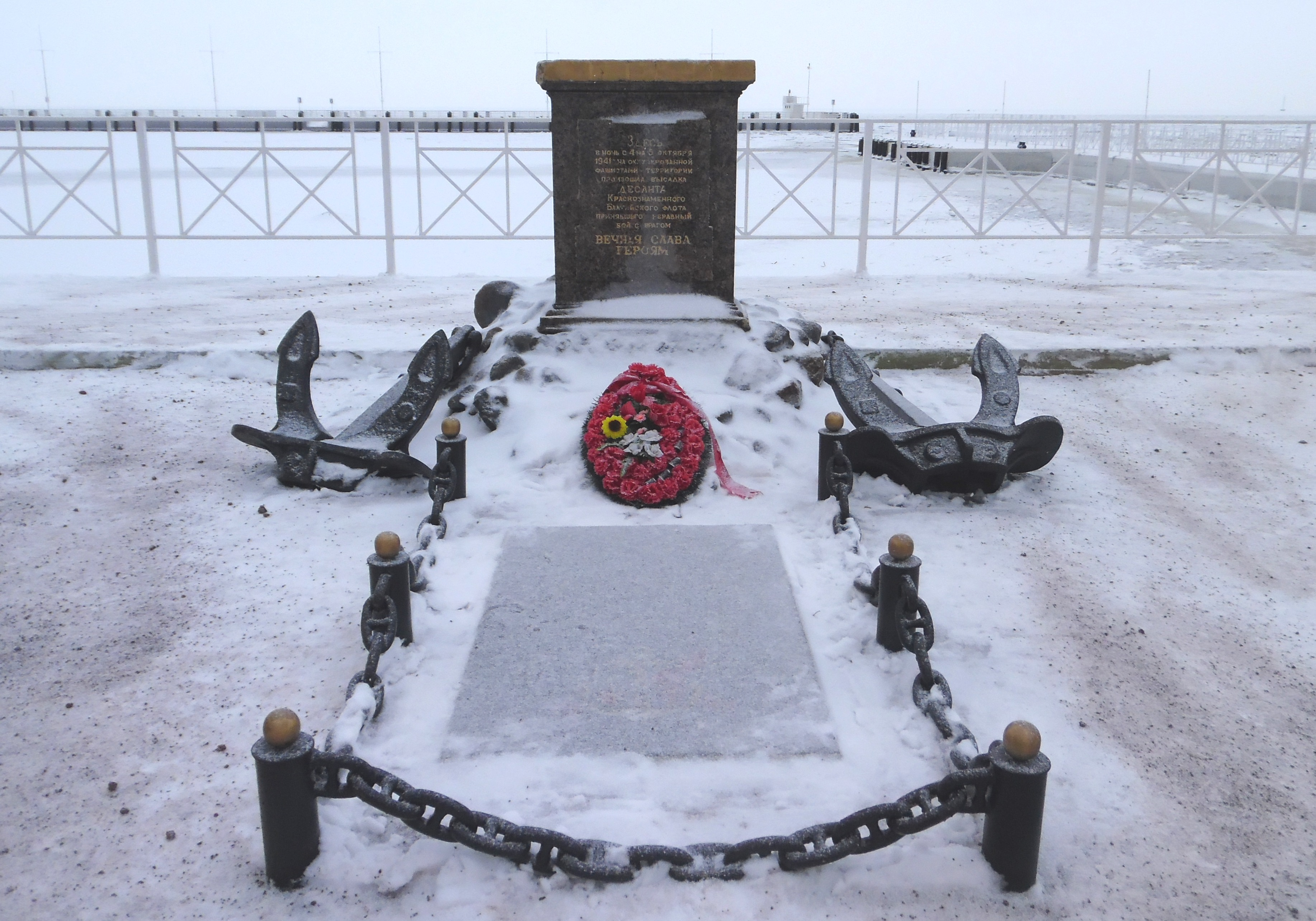
نصب تذكاري للهبوط البحري في Lower Gardens of بيترهوف بالقرب من الرصيف.

في 23 سبتمبر 1941، استولت القوات الألمانية على بيترهوف. بعد أسبوعين، في 5 أكتوبر 1941، حاولت القوات السوفيتية استعادة المدينة وإغلاق الطريق السريع عن طريق الإنزال البحري. هبط 510 من مشاة البحرية من أسطول البلطيق السوفيتي على شاطئ منتزه الإسكندرية المجاور لكنهم واجهوا نيرانًا كثيفة من الألمان. قُتل قائد العملية، وأصبحت جميع قوات الإنزال غير منظمة، وغُرقت إحدى سفن الإنزال وفقدت أخرى. على الرغم من المحاولات السوفيتية لتغطية قوات الإنزال بالمدفعية الساحلية من كرونشتاد، تم تعليقها بسرعة بسبب عدم الاتصال بقوات الإنزال. كما فشلت محاولات الإجلاء بسبب القصف المدفعي الألماني العنيف (تم انتشال جندي واحد فقط من الماء). فشلت عملية إنزال بيترهوف وعُزلت جميع قوات الإنزال عن الشاطئ وتم تطويقها. وصل بعضهم إلى الحدائق السفلى وقاتلوا حتى النهاية المريرة، بما في ذلك القتال اليدوي. تم تدمير آخر جيوب المقاومة في 7 أكتوبر. تم إطلاق العشرات من كلاب الراعي الألماني في الحدائق للعثور على مشاة البحرية المختبئين. وتعرض العديد من جنود المارينز الجرحى للعض حتى الموت وتم القبض على العديد منهم. في عام 1980 أقيم نصب تذكاري بالقرب من رصيف الحدائق السفلى.
دمرت قوات الاحتلال التابعة للجيش الألماني إلى حد كبير بيترهوف. دمرت العديد من النوافير، وانفجر القصر جزئياً وتركوا يحترق. بدأت أعمال الترميم على الفور تقريبًا بعد انتهاء الحرب وتستمر حتى يومنا هذا. أعيد افتتاح حديقة لوار للجمهور في عام 1945.
تم تغيير الاسم إلى "Petrodvorets" («قصر بطرس») في عام 1944 نتيجة للمشاعر والدعاية المعادية للألمان في زمن الحرب، ولكن تم استعادة الاسم الأصلي في عام 1997 من قبل حكومة ما بعد الاتحاد السوفيتي لروسيا. في عام 2003، احتفلت سانت بطرسبرغ بالذكرى السنوية 300 لتأسيسها. نتيجة لذلك، تم ترميم جزء كبير من المبنى والتماثيل في بيترهوف وتكثر الأعمال المذهبة الجديدة.
كان «غرض» بيترهوف بمثابة احتفال وادعاء الوصول إلى بحر البلطيق (بينما كان بطرس الأكبر يتوسع في نفس الوقت على ساحل البحر الأسود). وهكذا يحيي بيترهوف ذكرى التوسع الإمبراطوري (وتحديث روسيا). يوجد داخل بيتيرهوف العديد من اللوحات التي تصور المعارك البحرية التي رسمها إيفان إيفازوفسكي الشهير.

## معرض الصور

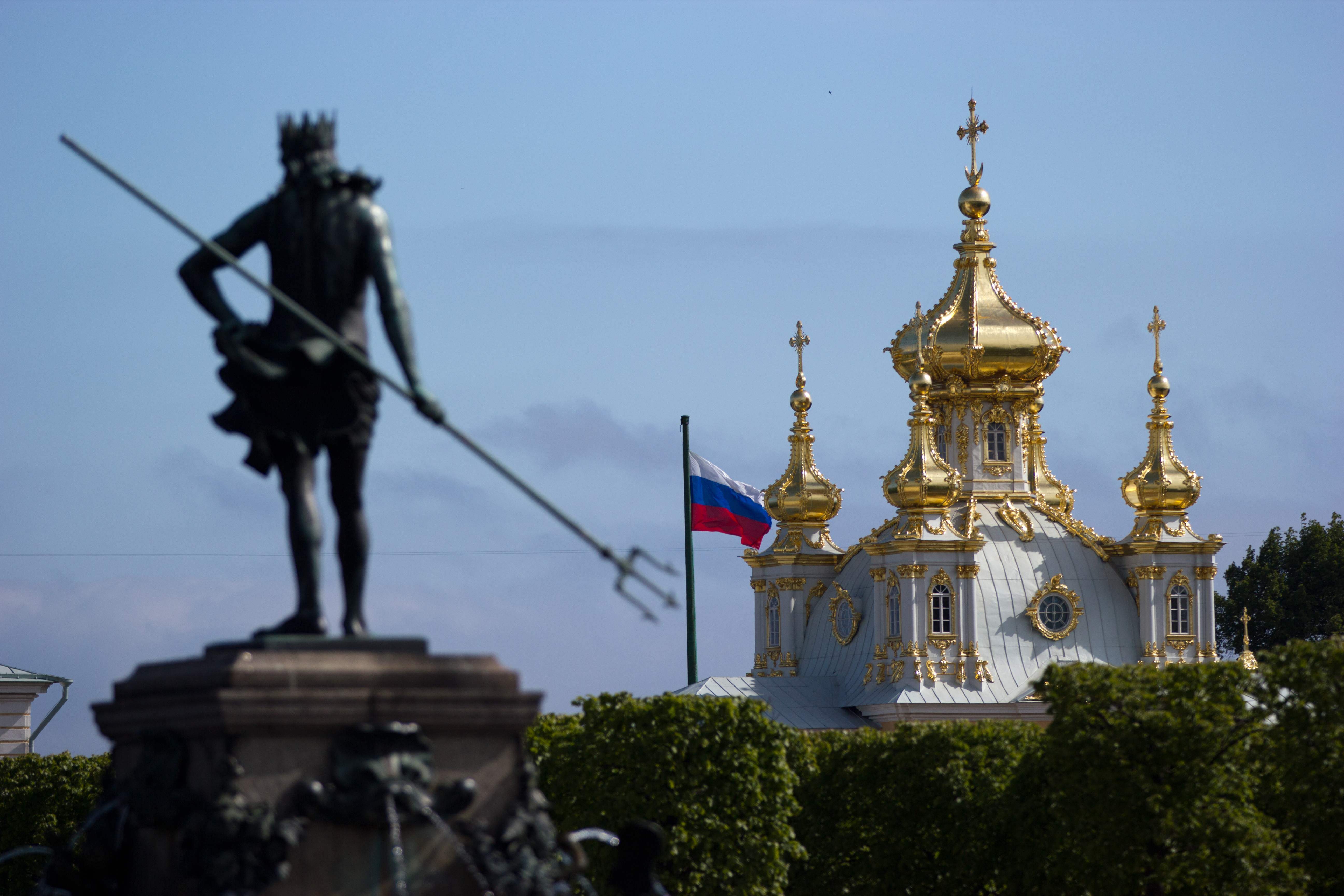
بوسيدون وقبة كنيسة القصر
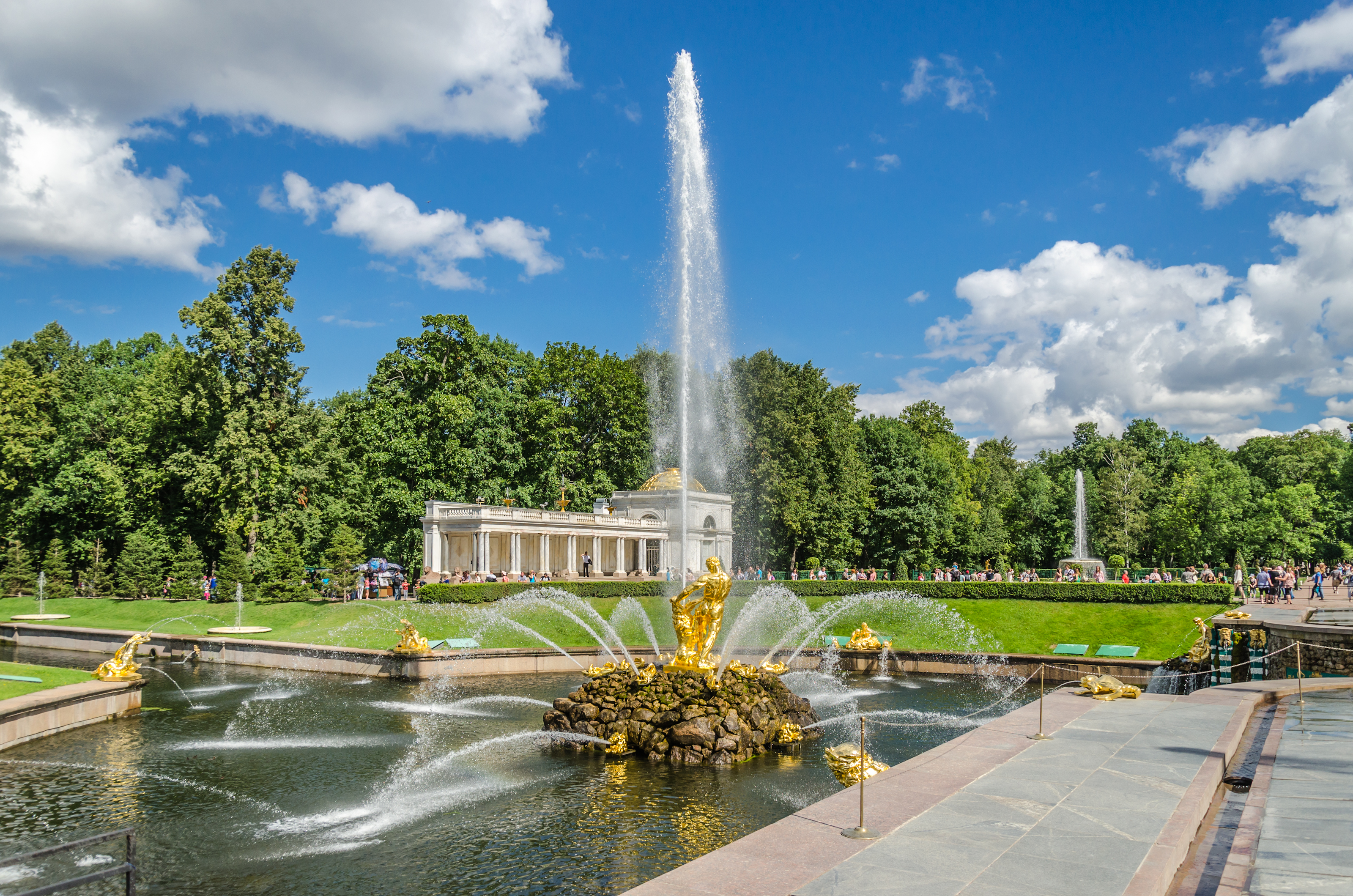
تدفق المياه الرأسي الذي يبلغ ارتفاعه 20 مترًا من فم الأسد في نافورة شمشون
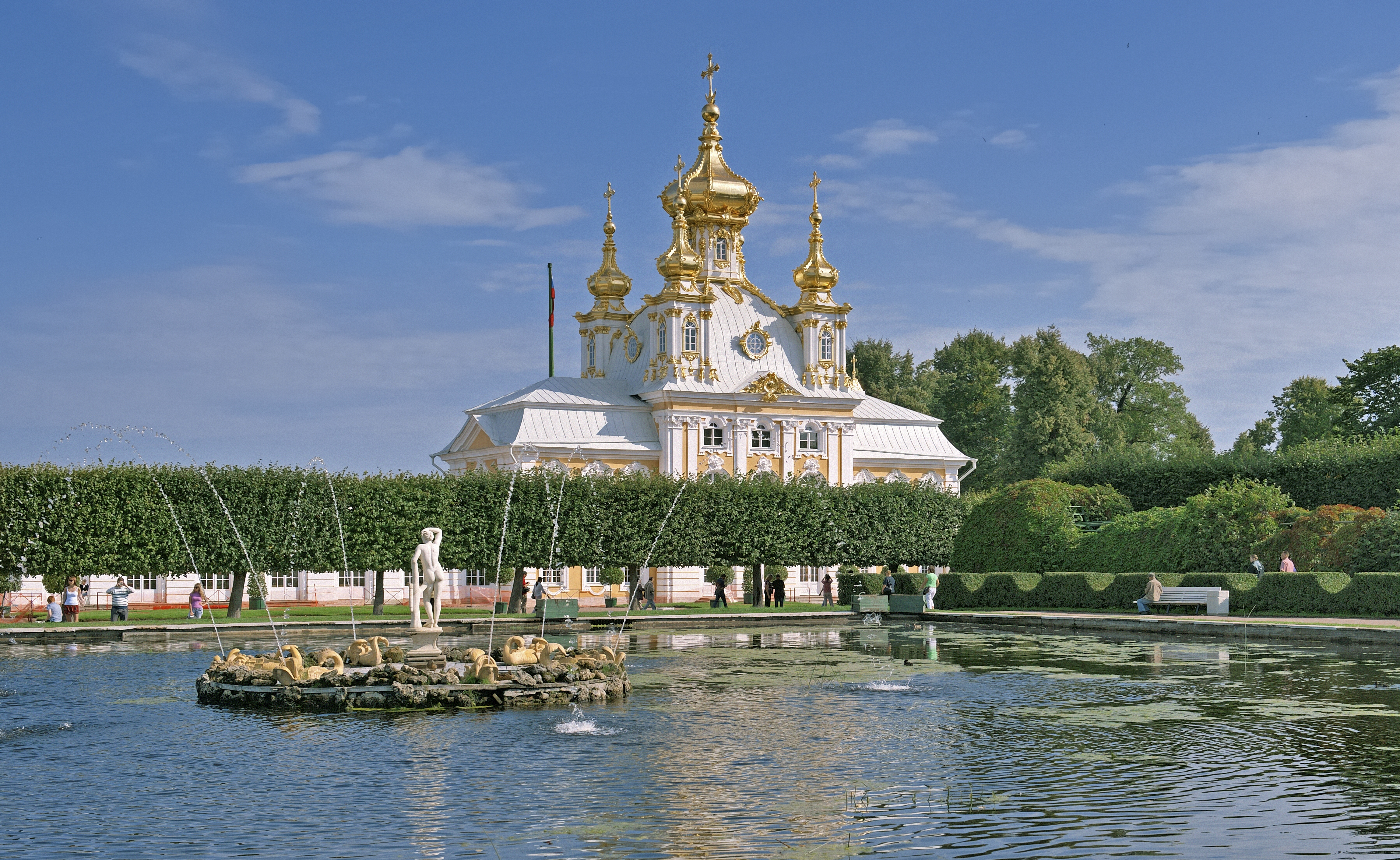
كنيسة القصر الكبير
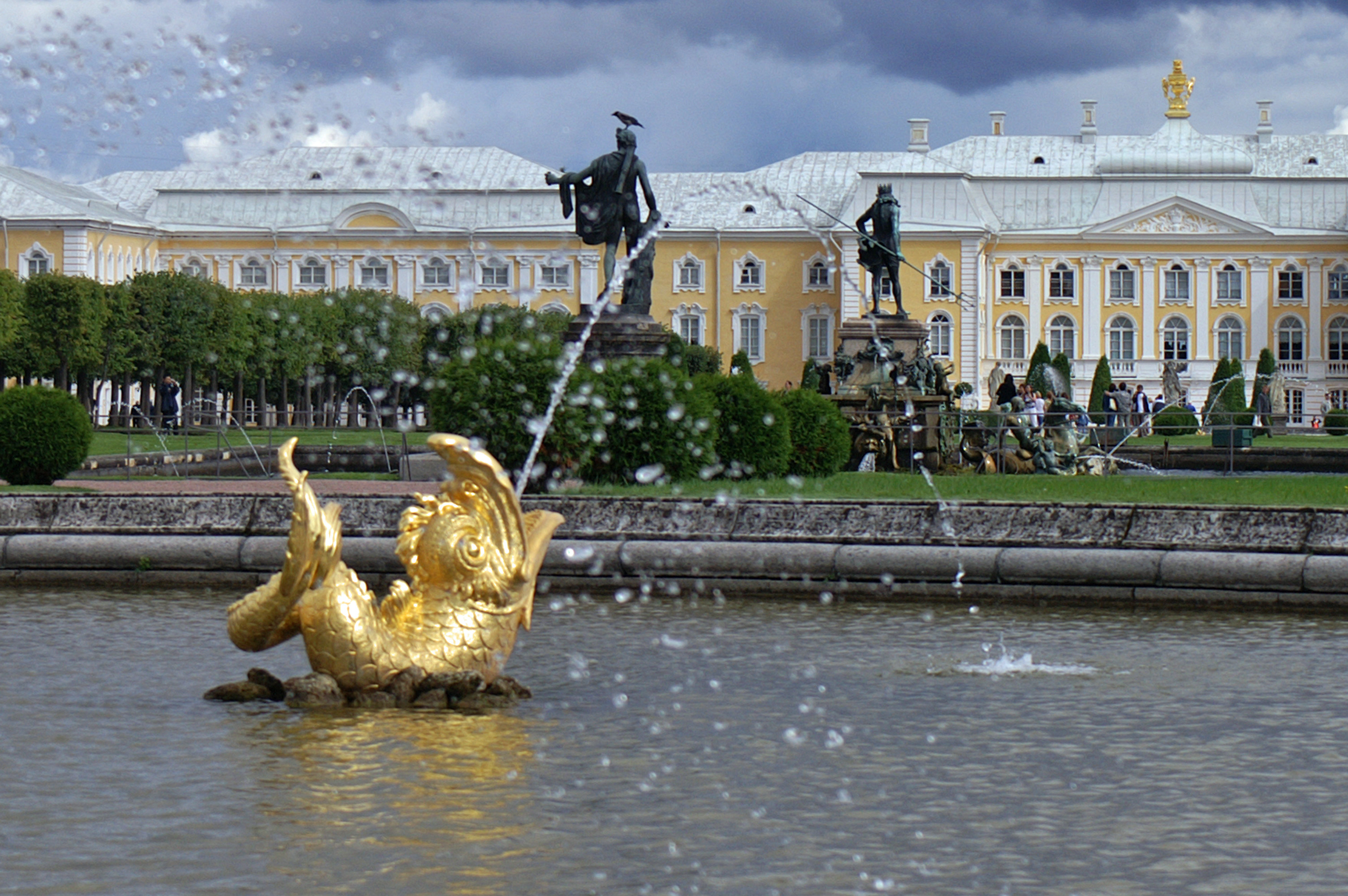
الحدائق العليا في بيترهوف
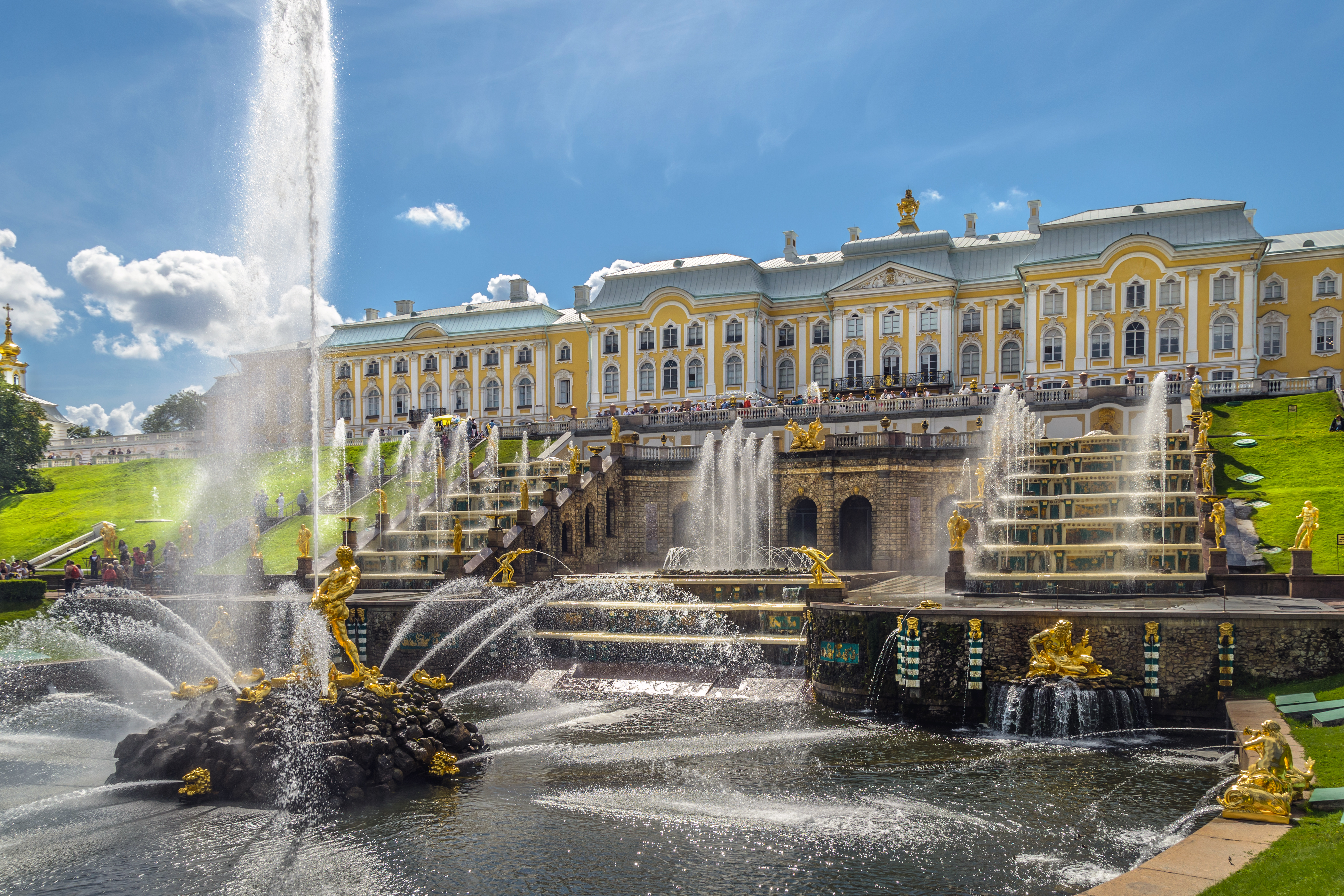
منظر للشلال الكبير
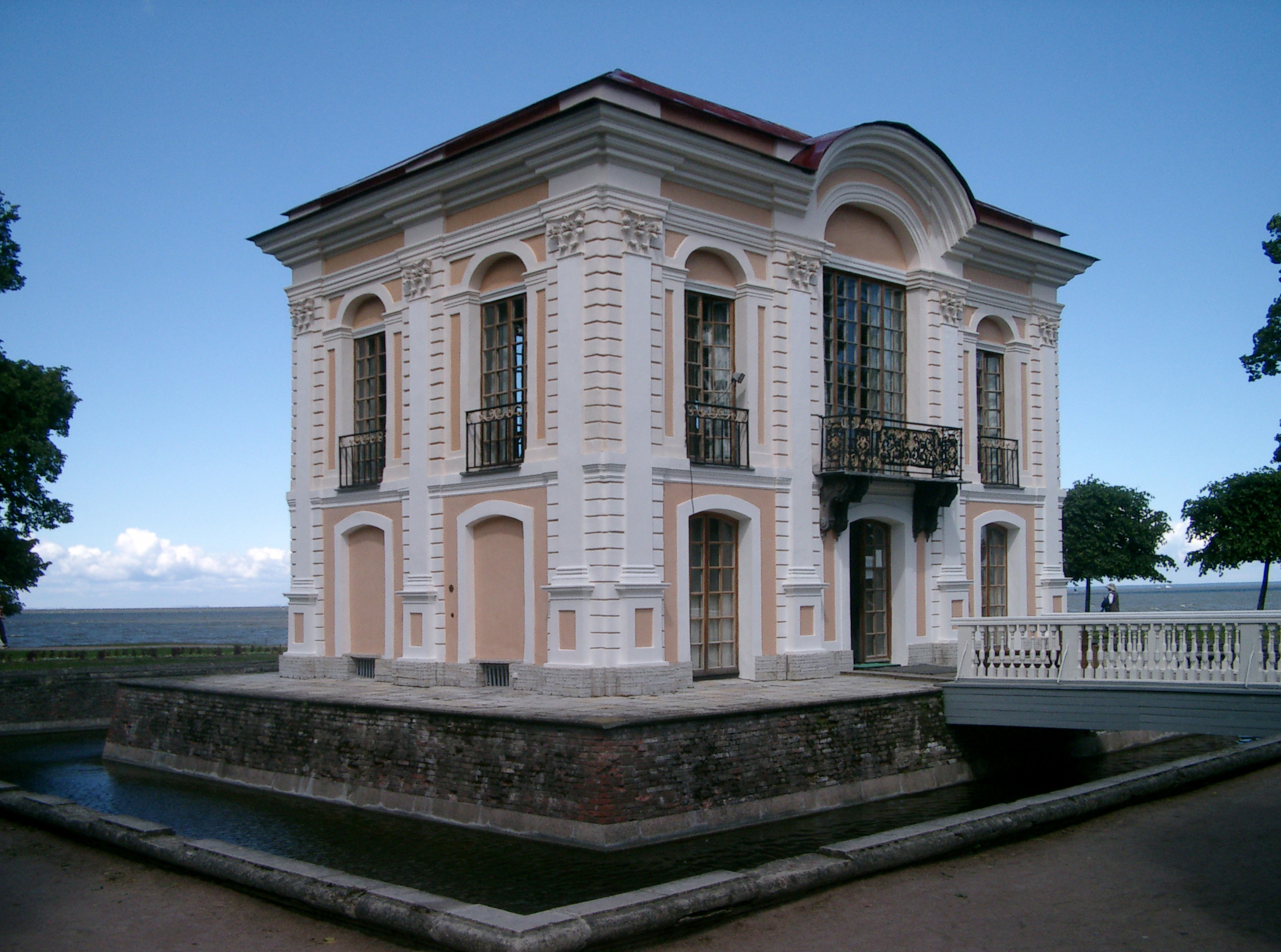
جناح الأرميتاج في الحدائق السفلى
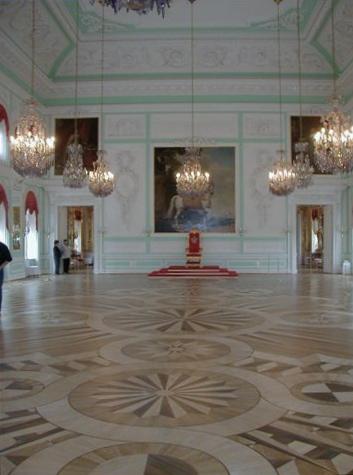
غرفة العرش الكبير
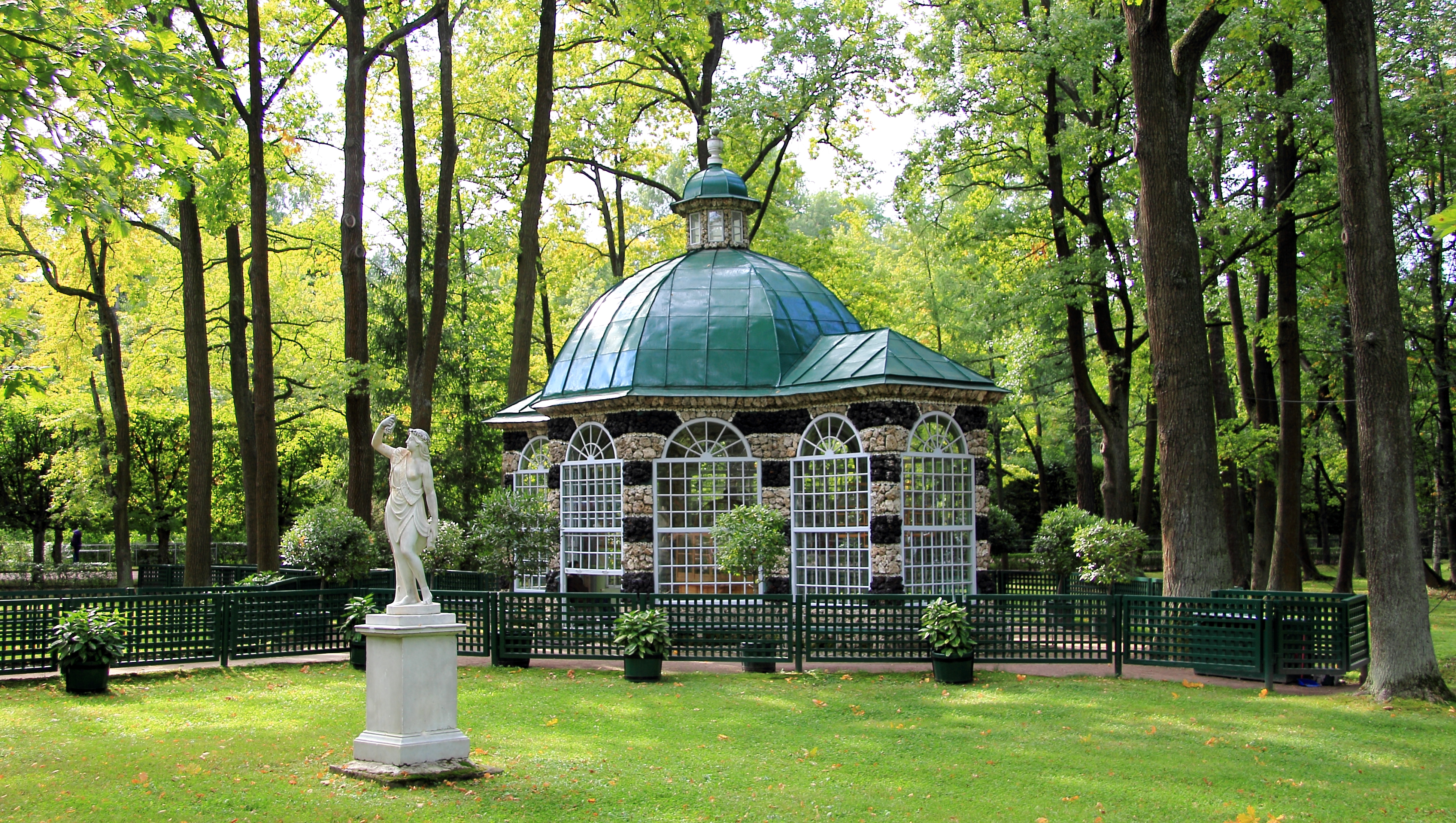
جناح القفص
أولجين بافيليون
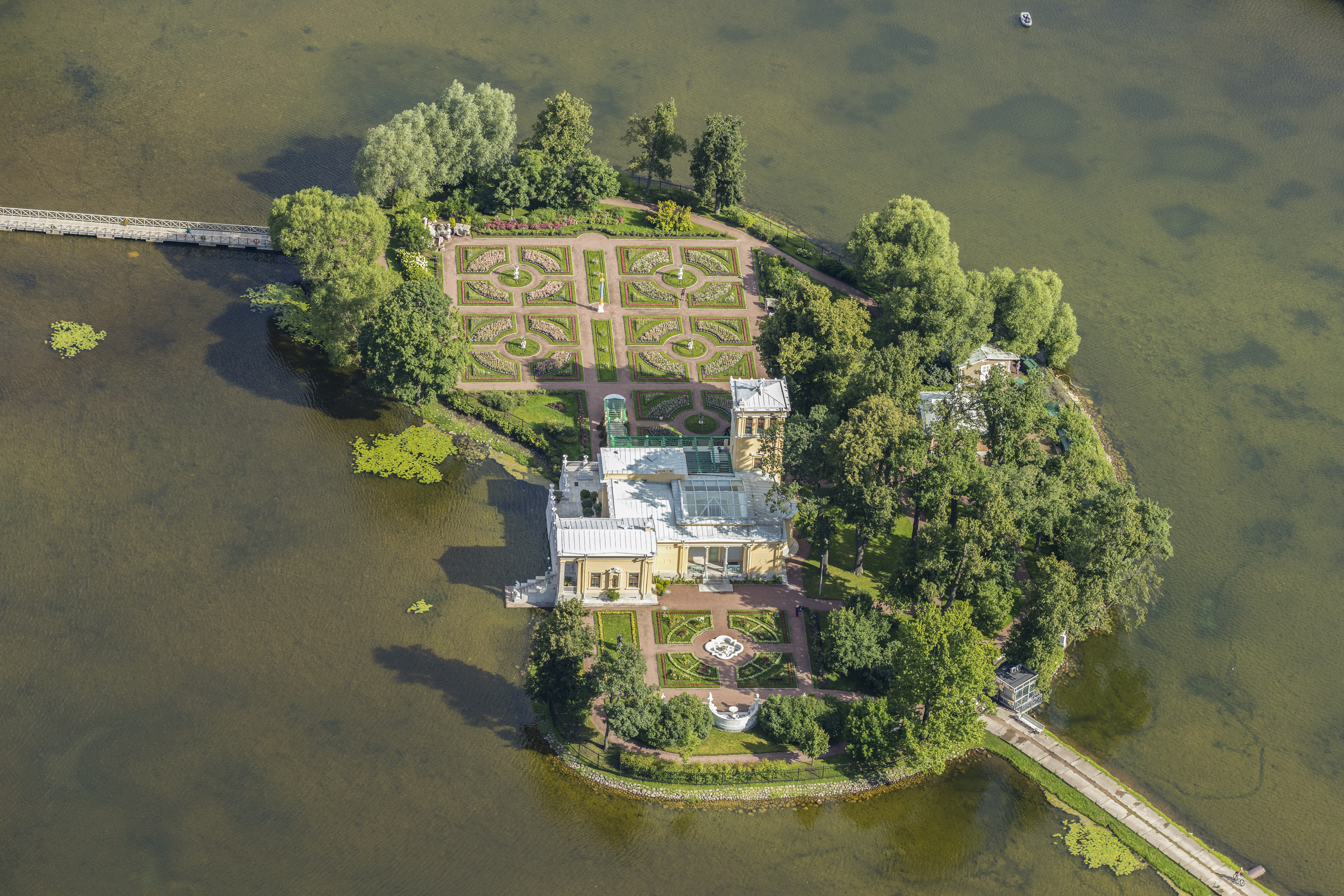
جناح تسارينا